# 法斯贝格
法斯贝格是德国下萨克森州的一个市镇。总面积101.95平方公里，总人口6753人，其中男性3636人，女性3117人（2011年12月31日），人口密度66人/平方公里。